# Alberto Marras
Alberto Marras (* 20. Jahrhundert) ist ein italienischer Filmschaffender.
Marras begann 1960 als Produktionssekretär seine Tätigkeiten beim Film, die er dann als Produktionsleiter und Produzent, gelegentlich auch als Drehbuchmitarbeiter und zwei Mal als Regisseur ausübte. Seine produzierten Filme waren dabei meist günstige Genreware, seine inszenierten sind unterdurchschnittlich und waren nicht lange in den Kinos zu sehen.
Er ist nicht zu verwechseln mit dem Kameramann Giovanni Alberto Marras (* 1950).

## Filmografie (Auswahl)
- 1976: Tote pflastern seinen Weg (Pronto ad uccidere) (Produktion, Drehbuch)
- 1976: Eiskalte Typen auf heißen Öfen (Uomini si nasce poliziotti si muore) (Produzent)
- 1977: Gangbuster (L'avvocato della mala) (Drehbuch, Regie)